# Eyes On Me (versión de Angela Aki)
«Eyes On Me» es la cuarta canción del sencillo 心の戦士 - Kokoro no Senshi de Angela Aki. Es la versión de la canción del mismo nombre interpretada por Faye Wong y usada en Final Fantasy VIII. Esta versión tiene leves cambios gramaticales con respecto a la original, y al ser un bonustrack en el sencillo, no se incluía la letra con el resto de letras de las otras canciones en el librito que incluyen los sencillos.
Fue la tercera canción en el sencillo Kiss Me Good-Bye publicado en Estados Unidos, quitando a Aoi Kage con respecto al sencillo original japonés.
Angela la cantó en directo en el concierto VOICES ~Music from Final Fantasy 2006~.

## Información
Artista
Angela Aki
Canción
Eyes On Me
Letra
Someya Kazumi 
Música
Nobuo Uematsu
Otra información
Piano: Angela Aki